# Trois sœurs au cœur pur
Pour plus de détails, voir Fiche technique et Distribution.
Trois sœurs au cœur pur (乙女ごころ三人姉妹, Otome-gokoro sannin shimai) est un film japonais réalisé par Mikio Naruse et sorti en 1935. C'est le premier film parlant du réalisateur.

## Synopsis
Trois sœurs gagnent de l'argent en tant que musiciennes des rues pour le compte de leur mère autoritaire. Elles vont s’impliquer dans le monde des criminels, se sacrifier et finalement trouver l’amour.

## Fiche technique
- Titre original : 乙女ごころ三人姉妹 (Otome-gokoro sannin shimai?)
- Titre français : Trois sœurs au cœur pur
- Réalisation : Mikio Naruse
- Scénario : Mikio Naruse, d'après la nouvelle Asakusa no shimai (浅草の姉妹?) de Yasunari Kawabata
- Photographie : Hiroshi Suzuki (ja)
- Montage : Kōichi Iwashita (ja)
- Décors : Kazuo Kubo (ja)
- Musique : Kyōsuke Kami (ja)
- Son : Kōichi Sugii
- Société de production : P.C.L.
- Pays d'origine :  Empire du Japon
- Format : noir et blanc — 1,33:1 — 35 mm — son mono
- Genre : drame
- Durée : 75 minutes (métrage : huit bobines - 2 055 m[1])
- Date de sortie :
  - Empire du Japon : 1er mars 1935[1]

## Distribution
- Chikako Hosokawa : Oren, la sœur aînée
- Masako Tsutsumi (ja) : Osome, la deuxième sœur
- Ryūko Umezono (ja) : Chieko, la sœur cadette
- Chitose Hayashi : leur mère
- Chisato Matsumoto : Oharu
- Masako Sanjo : Oshima
- Mariyo Matsumoto : Okinu
- Heihachirō Ōkawa : Aoyama, le petit ami de Chieko
- Osamu Takizawa : Kosugi, un pianiste, le petit ami d'Oren
- Kaoru Itō (ja)
- Akira Kishii (ja) : un invité
- Kamatari Fujiwara : l'homme ivre
- Masao Mishima : un voyou
- Jun Ōtomo (ja) : un voyou

## Autour du film
Trois sœurs au cœur pur est le 25e film de Mikio Naruse. C'est son premier film parlant ainsi que son premier film pour P.C.L., société qui détient les brevets d'un système d'enregistrement sonore et qui se lance dans la production de films. 
Ce premier film parlant de Mikio Naruse, révèle un cinéaste non seulement capable de maîtriser le nouveau moyen d'expression, mais prêt à s'autoriser un certain nombre d'expérimentations. Travaillant en étroite collaboration avec son ingénieur du son Kōichi Sugii, Mikio Naruse se livre à une débauche d'effets sonores qui rendent sensible l'animation et l'effervescence du quartier d'Asakusa : shamisen des musiciennes de rues, cris et annonces des marchands ambulants, sirènes de bateaux, rumeurs de la foule qui se presse dans le centre commercial, sifflements de trains. Une voix off de narratrice — procédé considéré comme innovant à l'époque — assure le souple passage d'un temps de récit à un autre, l'alternance des remémorations et des retours au présent.